# Condado de Lawrence (Dakota del Sur)
El condado de Lawrence (en inglés: Lawrence County, South Dakota), fundado en 1873, es uno de los 66 condados en el estado estadounidense de Dakota del Sur. En el 2000 el condado tenía una población de  21 802 habitantes en una densidad poblacional de 5 personas por km². La sede del condado es Deadwood.

## Geografía
Según la Oficina del Censo, el condado tiene un área total de 2073 km² (800,4 mi²), de la cual 2072 km² (800 mi²) es tierra y 1 km² (0,4 mi²) es agua.

### Condados adyacentes
- Condado de Butte - norte
- Condado de Meade - este
- Condado de Pennington - sur
- Condado de Weston - suroeste
- Condado de Crook - oeste

### Área Nacional protegida
- Black Hills National Forest (parte)

## Demografía
En el 2000 la renta per cápita promedia del condado era de $31 755, y el ingreso promedio para una familia era de $40 501. El ingreso per cápita para el condado era de $17 195. En 2000 los hombres tenían un ingreso per cápita de $30 098 versus $19 679 para las mujeres. Alrededor del 14.80% de la población estaba bajo el umbral de pobreza nacional.
| 1900   | 1910   | 1920   | 1930   | 1940   | 1950   | 1960   | 1970   | 1980   | 1990   | 2000   | Est. 2008 |
| ------ | ------ | ------ | ------ | ------ | ------ | ------ | ------ | ------ | ------ | ------ | --------- |
| 17 897 | 19 694 | 13 029 | 13 920 | 19 093 | 16 648 | 17 075 | 17 453 | 18 339 | 20 655 | 21 802 | 23 524    |

## Ciudades y pueblos
- Central City
- Deadwood
- Lead
- North Spearfish
- Spearfish
- Saint Onge
- Whitewood
- North Lawrence
- South Lawrence
- Municipio de St. Onge

## Mayores autopistas
| - Interestatal 90 - Carretera de U.S. 14 - U.S. Highway 14A - Carretera de U.S. 85 | - Carretera de U.S. 385 - Carretera de Dakota del Sur 34 |